# Kay Bier
Kay Bier (* 23. September 1995) ist ein Schweizer Unihockeyspieler. Er steht beim Nationalliga-A-Vertreter Grasshopper Club Zürich unter Vertrag.

## Karriere
Verein
Bier begann seine Karriere beim UHC Pfannenstiel und wechselte später in den Nachwuchs von Grasshopper Club Zürich. Dort durchlief er einen Grossteil der Nachwuchsabteilung, ehe er während der Saison 2014/15 zum ersten Mal für die erste Mannschaft zum Einsatz kam. Als Spieler des Förderkaders absolvierte er in dieser Saison vier weitere Partien. Den Rest der Saison spielte er in der U21-Mannschaft.
Zur Saison 2015/16 wurde er definitiv in das Kader der ersten Mannschaft befördert. In seiner ersten Saison absolvierte er 32 Partien. Dabei erzielte er einen Treffer und legte drei weitere auf. Mit den Grasshoppers konnte er in der ersten Saison die Schweizer Meisterschaft gewinnen. Zudem gewann er den Schweizer Cup 2016/17. Nach der Saison 2016/17 gab der Verein bekannt, dass Bier seinen Vertrag um drei Jahre verlängerte.
Nationalmannschaft
Bier debütierte 2021 für die Schweizer Nationalmannschaft unter David Jansson.

## Erfolge
- Schweizer Meister: 2016 mit Grasshopper Club Zürich
- Schweizer Cup: 2017 mit Grasshopper Club Zürich
- Schweizer Cup; 2022 mit Grasshopper Club Zürich
- Schweizer Meister: 2022 mit Grasshopper Club Zürich